# Nyctibatrachus humayuni
Nyctibatrachus humayuni är en groddjursart som beskrevs av Bhaduri och Mira B. Kripalani 1955. Nyctibatrachus humayuni ingår i släktet Nyctibatrachus och familjen Nyctibatrachidae. IUCN kategoriserar arten globalt som sårbar. Inga underarter finns listade i Catalogue of Life.